# Circuitos Continentais da UCI
Os Circuitos Continentais UCI (oficialmente: Elite and under 23 men's Continental Clasifications; ou simplesmente chamados Circuito Continental) são competições masculinas profissionais de ciclismo de estrada agrupadas em calendários por continente. Foram criados em 2005, competidas sob os auspícios da União Ciclista Internacional (UCI).
Os cinco circuitos (representando a cada um deles a Europa, África, Oceania, Ásia e América) são inferiores ao UCI World Tour, anteriormente UCI World Ranking e UCI Pro Tour, categoria maior do ciclismo em estrada, e superiores à Copa das Nações UCI criada no ano 2007. Tanto dita máxima categoria como estes Circuitos Continentais UCI se compõem de carreiras nas que várias equipas ciclistas competem de maneira regular. Os Circuitos Continentais foram criados pela UCI para estender as carreiras ciclistas para além da Europa, onde o ciclismo é mais conhecido, já que têm lugar as três Grandes Voltas (Giro d'Italia, Volta a França e Volta a Espanha) além de ter a sede a maioria de equipas do UCI Pro Team.

## Regulamento
A criação deste circuito provocou que algumas carreiras importantes de categoria amadora ascendessem à categoria .2 destes circuitos, ao igual que outras carreiras profissionais nas que podiam participar ciclistas amadoras que estavam dispersas nas categorias .3, .4, e .5. Apesar disso também teve outras carreiras profissionais de menor nível que decidiram requalificasse como carreiras nacionais, categoria.ne (National Event), ou critériums, para poder ter liberdade à hora de poder convidar ao número de corredores que quisessem sem ter em conta de que categoria eram ainda que para isso deviam renunciar a adoptar regulamentos internacionais (número de corredores e quilómetros limitado, contratos e seguros privados com essa carreira à margem da UCI, não pontuável para as classificações UCI nem para o computo oficial de vitórias do corredor...) e sem a possibilidade de que pudessem correr equipas profissionais estrangeiras (os corredores vão a modo individual). Ao ficar a categoria .2 com uma consideração de semi-profissional, inclusive em muitas delas sem correr equipas profissionais, apesar de pontuar para os Circuitos Continentais UCI lhas costumam ignoras ao mencionar as carreiras profissionais.
Ao ter rankings continentais também se produziu a criação de novas equipas profissionais, sobretudo fora da Europa, cujo objectivo principal é liderar dito ranking do seu continente. Para isso se renomearam as categorias na que a maior mudança se produziu na terça, renomeada pela Continental, que depende dos países onde está registado a equipa com o que esse país impõe os requisitos económicos, normalmente sendo mínimos naqueles com pouca tradição ciclista por isso tendo consideração de não profissionais. Assim a equipa pode sair quase sem nenhuma dificuldade, sempre que a maioria de corredores sejam do país onde este esteja registado. Já que, dantes dessa data, essas equipas de terça mal tinham uma motivação desportiva como essa divisão não tinha nenhum prestígio e não podiam subir a segunda pelo limitado orçamento.

### Equipas
Dentro deste circuito enquadram-se duas grandes categorias de equipas que podem participar e aspiram a obter pontuação: as equipas Profissionais Continentais (que se cumprem uns requisitos podem participar nas carreiras de máxima categoria: UCI Pro Tour, UCI World Calendar, UCI World Tour...) e Continentais (que podem participar em carreiras nas que tomem parte ciclistas amadoras, isto é, carreiras categoria *.2). Os primeiros totalmente profissionais, na prática segunda divisão, enquanto os outros pertencentes à última categoria do profissionalismo. Estas equipas estão subdivididos dependendo a que continente correspondam, isto é, a denominação exacta para uma equipa Profissional Continental europeia seria: "equipa Profissional Continental do Europe Tour"; ainda que ao não ter nenhuma diferença se costuma ignorar o "Tour" do continente ao que pertencem. Os equipas UCI Pro Team podem tomar parte nas carreiras *.HC e *.1 mas até o 2015 não aspiravam a obter pontuação já que têm uma classificação própria (na que nos anos 2009 e 2010 nessa categoria superior também podiam pontuar a maioria de equipas Profissionais Continentais). Isto alterou para partir de 2016 quando a UCI modificou o regulamento e também começaram a ter acesso a essas classificações.

### Temporadas (até 2014)
A cada edição não se dividia por anos mas por temporadas sendo a cada uma de 1 de outubro (15 de outubro para o UCI Europe Tour) até 30 de setembro (14 de outubro para o UCI Europe Tour) do seguinte ano por isso se indicavam dois anos nas classificações, ainda que o principal fosse o segundo.
No entanto, a partir de 2015 os circuitos começaram-se a dividir por ano natural. Pelo que a temporada de 2013-2014 foi de 1 ano e 3 meses para que a do ano 2015 começasse em janeiro, coincidindo, em algum dos circuitos, duas mesmas provas de diferentes edições nessa temporada de 2013-2014. Isto foi como a UCI decidiu unificar o arranque e conclusão destes circuitos com o do UCI World Tour com o fim de aplicar um critério regular de classificação para os Jogos Olímpicos do Rio de Janeiro de 2016.

### Pontuações
As pontuações não se acumulam entre os rankings, isto quer dizer que um corredor e equipa pode estar em vários rankings mas a sua pontuação não se acumula entre eles, excepto as classificações por países e um especial chamada "PCT Biological passport" (que só esteve em 2009) que acumulam os pontos de todos os rankings num único ranking. Isto se deve a que os países da classificação por países só aparecem no ranking do seu continente e a que o "PCT Biological passport", apesar de não ser uma classificação dos Circuitos Continentais propriamente dita mas de equipas Profissionais Continentais aderidos ao passaporte biológico, se baseava na pontuação destes circuitos para o seu ranking único. A classificação "PCT Biological passport" a UCI se indicava-a como do ano natural porque se tinha em conta os pontos ao longo desse ano (o segundo indicado em cada temporada) entre outras coisas porque nos primeiros meses do ano se utiliza para pagar o passaporte biológico e assim anunciar quem tem direito a essa classificação.
O líder da classificação da cada um dos circuitos costuma levar um maillot branco que lhe identifica, desde que esteja a disputar uma carreira desse "Tour".
Ao igual que nos ranking da máxima categoria estes rankings também servem para elucidar o número de corredores por país que lhe corresponde no Mundial de Ciclismo, pelo que se um país não está entre os 10 primeiros dessa "primeira divisão" há que recorrer a estes rankings. Além destes também servem, em parte, para elucidar o número de corredores no Mundial de Ciclismo sub-23.

### Carreiras
Para que uma carreira se possa registar nos Circuitos Continentais UCI deve apresentar ao menos 5 equipas estrangeiras. Este calendário internacional de carreiras enquadra-se por categorias (a maior categoria maior número de equipas de maior categoria podem participar). Estes são os critérios de convite a partir da temporada de 2016:
| Categoria                   | Corridas de ! Tipo de equipas que podem participar | Corridas de ! Tipo de equipas que podem participar          | |
| Categoria                   | um dia (1.)                                        | vários dias (2.) (com pontos para o Vencedor da cada etapa) | (UCI Europe Tour) |
| --------------------------- | -------------------------------------------------- | ----------------------------------------------------------- | --- |
| .HC                         | 1.hc                                               | 2.hc                                                        | UCI Pro Team (max. 70%), Profissionais Continentais, Continentais do país da carreira, Continentais estrangeiros (máx 2 equipas) e selecção nacional do país da carreira  |
| .1                          | 1.1                                                | 2.1                                                         | UCI Pro Team (max. 50%), Profissionais Continentais, Continentais e selecções nacionais                                                                                   |
| .2                          | 1.2                                                | 2.2                                                         | Profissionais Continentais do país da corrida, Profissionais Continentais estrangeiros (max 2 equipas), Continentais, selecções nacionais, selecções regionais e amadoras |
| .Ncup (Copa das Nações UCI) | 1.ncup                                             | 2.ncup                                                      | Selecções nacionais e selecções mistas |

| Categoria                   | Carreiras de !Tipo de equipas que podem participar | Carreiras de !Tipo de equipas que podem participar          |                                                                                               |
| Categoria                   | um dia (1.)                                        | vários dias (2.) (com pontos para o Vencedor da cada etapa) | (UCI Africa Tour, UCI America Tour, UCI Asia Tour e UCI Oceania Tour)                         |
| --------------------------- | -------------------------------------------------- | ----------------------------------------------------------- | --------------------------------------------------------------------------------------------- |
| .HC                         | 1.hc                                               | 2.hc                                                        | UCI Pro Team (max. 65%), Profissionais Continentais, Continentais e selecções nacionais       |
| .1                          | 1.1                                                | 2.1                                                         | UCI Pro Team (max. 50%), Profissionais Continentais, Continentais e selecções nacionais       |
| .2                          | 1.2                                                | 2.2                                                         | Profissionais Continentais, Continentais, selecções nacionais, selecções regionais e amadoras |
| .Ncup (Copa das Nações UCI) | 1.ncup                                             | 2.ncup                                                      | Selecções nacionais e selecções mistas                                                        |

No entanto, pode ter excepções mediante autorizações especiais como na Escalada Ciclista a Montjuic, Dúo Normando, Mumbai Cyclothon de 2010 onde também participaram equipas UCI Pro Team apesar de ser carreiras de categoria .2, na Strade Bianche de 2013 onde participaram um 65% de equipas Pro Team quando o seu limite legal era de 50% ou na Volta a Áustria de 2015 onde participou uma equipa Continental francesa quando não estava permitido ao ser de categoria .HC.
Outras carreiras de um dia (se são carreiras Contrarrelógio dão menos pontos):
- Campeonatos Continentais (CC) (segundo o potencial ciclista do continente adjudicavam-se mais ou menos pontos, a partir de 2014 igual para todos; se o Campeonato Continental é sub-23 dá menos pontos).

Além destes, também há outras corridas "especiais" de um dia que não se encontram nos calendários de nenhum circuito continental nem se regem pelas suas normas nem categorias mas se dão pontos (também se são carreiras contrarrelógio dão menos pontos). Numa destas a pontuação foi directamente ao circuito do país do corredor independentemente de onde se dispute a carreira até ao ano 2012 (as JO), desde o ano 2016 as a pontuação das JO vai-se ao "Tour" do continente (como as CM)  e por último encontram-se as que estão limitadas a corredores do país (as CN). Essas carreiras são:
- Competições mundiais: Campeonatos Olímpicos (JO) e Campeonatos do Mundo (CM) (se o Campeonato do Mundo é sub-23 dá menos pontos).
- Campeonatos nacionais (CN) (segundo o potencial ciclista do país adjudicavam-se mais ou menos pontos, a partir de 2014 igual para todos; os campeonatos nacionais sub-23 não dão pontos).

Por último, os "Jogos Continentais" (JR) como o são os Jogos Asiáticos, Jogos Europeus, Jogos Panafricanos e Jogos Pan-americanos entre outros que se decide que consideração têm por parte do "Comité Directivo" sendo habitualmente de categoria 1.2 unicamente para a prova em estrada de alguns deles ainda que as demais provas também apareçam na listagem de resultados profissionais internacionais da União Ciclista Internacional.

## UCI Africa Tour

### Palmarés
Os seguintes ciclistas têm conseguido o maior número de pontos e são considerados Vencedores do UCI Africa Tour.
| Edição    | Vencedor individual (equipa do Vencedor)           | Vencedor por equipas                 | Vencedor por países | Vencedor por países sub-23 |
| --------- | -------------------------------------------------- | ------------------------------------ | ------------------- | -------------------------- |
| 2005      | Tiaan Kannemeyer ( Team Barloworld-Valsir)         | Barloworld-Valsir                    | África do Sul ·     | (não entregue)             |
| 2005-2006 | Rabaki Jeremie Ouedraogo (sem equipa profissional) | CAPEC                                | África do Sul ·     | (não entregue)             |
| 2006-2007 | Hassen Ben Nasr (sem equipa profissional)          | Barloworld                           | África do Sul ·     | África do Sul ·            |
| 2007-2008 | Nicholas White ( MTN)                              | MTN                                  | África do Sul ·     | África do Sul ·            |
| 2008-2009 | Dan Craven ( Rapha-Condor)                         | Barloworld-Bianchi                   | África do Sul ·     | África do Sul ·            |
| 2009-2010 | Martinien Tega (sem equipa profissional)           | MTN Energade                         | Marrocos ·          | Eritreia ·                 |
| 2010-2011 | Adil Jelloul (sem equipa profissional)             | Groupement Sportif Pétrolier Algérie | Marrocos ·          | África do Sul ·            |
| 2011-2012 | Tarik Chaoufi (sem equipa profissional)            | MTN Qhubeka                          | Marrocos ·          | Eritreia ·                 |
| 2012-2013 | Adil Jelloul (sem equipa profissional)             | MTN Qhubeka                          | Marrocos ·          | Eritreia ·                 |
| 2013-2014 | Mekseb Debesay (sem equipa profissional)           | MTN Qhubeka                          | Marrocos ·          | Eritreia ·                 |
| 2015      | Salaheddine Mraouni (sem equipa profissional)      | Sky Dive Dubai                       | Marrocos ·          | Marrocos ·                 |
| 2016      | Tesfom Okubamariam ( Sharjah Team)                 | Al Nasr-Dubai                        | Eritreia            | Eritreia                   |
| 2017      | Willie Smit (sem equipa profissional)              | Bike Aid                             | Eritreia            | Eritreia                   |
| 2018      | Joseph Areruya ( Delko Marseille Provence KTM)     | Sovac-Natura4Ever                    | Eritreia            | Ruanda                     |
| 2019      | Daryl Impey ( Mitchelton-Scott)                    | ProTouch                             | África do Sul       | Eritreia                   |
| 2020      | Daryl Impey ( Mitchelton-Scott)                    | ProTouch                             | África do Sul       | Eritreia                   |
| 2021      | Biniam Girmay Intermarché-Wanty-Gobert Matériaux   | ProTouch                             | África do Sul       | Eritreia                   |
| 2022      | Biniam Girmay Intermarché-Wanty-Gobert Matériaux   | ProTouch                             | África do Sul       | Eritreia                   |
| 2023      | Henok Mulubrhan Bardiani CSF-Faizanè               | Sidi Ali-Unlock                      | Eritreia            | Ruanda                     |
| 2024      |                                                    |                                      |                     |                            |

## UCI America Tour

### Palmarés
Os seguintes ciclistas têm conseguido o maior número de pontos e são considerados campeões do UCI America Tour.
| Edição    | Vencedor individual (equipa do Vencedor)               | Vencedor por equipas                            | Vencedor por países | Vencedor por países sub-23 |
| --------- | ------------------------------------------------------ | ----------------------------------------------- | ------------------- | -------------------------- |
| 2005      | Edgardo Simón ( Selle Italia-Serramenti Diquigiovanni) | Health Net presented by Maxxis                  | Brasil ·            | (não entregue)             |
| 2005-2006 | José Serpa ( Selle Italia-Serramenti Diquigiovanni)    | Selle Italia-Serramenti Diquigiovanni           | Colômbia ·          | (não entregue)             |
| 2006-2007 | Svein Tuft ( Symmetrics Cycling Team)                  | Symmetrics                                      | Colômbia ·          | Brasil ·                   |
| 2007-2008 | Manuel Medina (sem equipa profissional)                | Garmin-Chipotle presented by H3O                | Estados Unidos ·    | Estados Unidos ·           |
| 2008-2009 | Gregorio Ladino ( Tecos de Guadalajara)                | Serramenti PVC Diquigiovanni-Androni Giocattoli | Colômbia ·          | Colômbia ·                 |
| 2009-2010 | Gregorio Ladino (sem equipa profissional)              | Funvic-Pindamonhangaba                          | Colômbia ·          | Venezuela ·                |
| 2010-2011 | Miguel Ubeto (sem equipa profissional)                 | EPM-UNE                                         | Colômbia ·          | Venezuela ·                |
| 2011-2012 | Rory Sutherland ( UnitedHealthcare)                    | Real                                            | Colômbia ·          | Colômbia ·                 |
| 2012-2013 | Janier Acevedo ( Jamis-Hagens Berman)                  | UnitedHealthcare                                | Colômbia ·          | Colômbia ·                 |
| 2013-2014 | Juan Carlos Rojas (sem equipa profissional)            | SmartStop                                       | Estados Unidos ·    | Colômbia ·                 |
| 2015      | Toms Skujiņš ( Hincapie Racing)                        | Optum-Kelly Benefit Strategies                  | Colômbia ·          | Colômbia ·                 |
| 2016      | Greg Van Avermaet ( BMC Rancing)                       | Holowesko Citadel                               | Colômbia            | Colômbia                   |
| 2017      | Serghei Tvetcov ( Jelly Belly presented by Maxxis)     | Rally                                           | Colômbia            | Colômbia                   |
| 2018      | Gavin Mannion ( UnitedHealthcare)                      | UnitedHealthcare                                | Colômbia            | Colômbia                   |
| 2019      | Egan Bernal ( INEOS)                                   | Medellín                                        | Colômbia            | Colômbia                   |
| 2020      | Richard Carapaz ( INEOS)                               | Medellín                                        | Colômbia            | Estados Unidos             |
| 2021      | Egan Bernal ( INEOS)                                   | Rally Cycling                                   | Colômbia            | Estados Unidos             |
| 2022      | Sergio Higuita ( Bora-Hansgrohe)                       | Human Powered Health                            | Colômbia            | Estados Unidos             |
| 2023      | Sepp Kuss ( Jumbo-Visma)                               | Human Powered Health                            | Estados Unidos      | Estados Unidos             |
| 2024      |                                                        |                                                 |                     |                            |

## UCI Asia Tour

### Palmarés
Os seguintes ciclistas têm conseguido o maior número de pontos e são considerados campeões do UCI Asia Tour.
| Edição    | Vencedor individual (equipa do Vencedor)    | Vencedor por equipas | Vencedor por países | Vencedor por países sub-23 |
| --------- | ------------------------------------------- | -------------------- | ------------------- | -------------------------- |
| 2005      | Andrey Mizourov ( CAPEC)                    | Giant Asia           | Cazaquistão ·       | (não entregue)             |
| 2005-2006 | Ghader Mizbani ( Giant Asia)                | Giant Asia           | Irão                | (não entregue)             |
| 2006-2007 | Hossein Askari ( Giant Asia)                | Giant Asia           | Irão                | Coreia do Sul              |
| 2007-2008 | Hossein Askari ( Tabriz Petrochemical)      | Tabriz Petrochemical | Japão ·             | Irão                       |
| 2008-2009 | Ghader Mizbani ( Tabriz Petrochemical)      | Tabriz Petrochemical | Cazaquistão ·       | Irão                       |
| 2009-2010 | Mahdi Sohrabi ( Tabriz Petrochemical)       | Tabriz Petrochemical | Irão                | Irão                       |
| 2010-2011 | Mahdi Sohrabi ( Tabriz Petrochemical)       | Tabriz Petrochemical | Irão                | Ilhas Maurícias ·          |
| 2011-2012 | Hossein Alizadeh ( Tabriz Petrochemical)    | Terengganu           | Cazaquistão ·       | Cazaquistão ·              |
| 2012-2013 | Julián Arredondo ( Nippo-De Rosa)           | Tabriz Petrochemical | Irão                | Hong Kong ·                |
| 2013-2014 | Mirsamad Pourseyedi ( Tabriz Petrochemical) | Tabriz Petrochemical | Irão                | Cazaquistão ·              |
| 2015      | Mirsamad Pourseyedi ( Tabriz Petrochemical) | Pishgaman-Giant Team | Irão                | Coreia do Sul              |
| 2016      | Mark Cavendish ( Dimension Data)            | Pishgaman Giant Team | Irão                | Coreia do Sul              |
| 2017      | Mauricio Ortega ( RTS-Monton Racing)        | Ukyo                 | Cazaquistão         | Cazaquistão                |
| 2018      | Alexey Lutsenko ( Astana)                   | Kinan                | Cazaquistão         | Cazaquistão                |
| 2019      | Alexey Lutsenko ( Astana)                   | Terengganu           | Cazaquistão         | Cazaquistão                |
| 2020      | Alexey Lutsenko ( Astana)                   | Sapura               | Cazaquistão         | Cazaquistão                |
| 2021      | Alexey Lutsenko ( Astana)                   | Terengganu           | Cazaquistão         | Cazaquistão                |
| 2022      | Alexey Lutsenko ( Astana)                   | Terengganu           | Cazaquistão         | Cazaquistão                |
| 2023      | Alexey Lutsenko ( Astana)                   | Terengganu           | Cazaquistão         | Cazaquistão                |
| 2024      |                                             |                      |                     |                            |

## UCI Europe Tour

### Palmarés
Os seguintes ciclistas têm conseguido o maior número de pontos e são considerados campeões do UCI Europe Tour.
| Edição    | Vencedor individual (equipa do Vencedor)                          | Vencedor por equipas         | Vencedor por países | Vencedor por países sub-23 |
| --------- | ----------------------------------------------------------------- | ---------------------------- | ------------------- | -------------------------- |
| 2005      | Murilo Fischer ( Naturino-Sapore di Mare)                         | Ceramica Panaria-Navigare    | Itália ·            | (não entregue)             |
| 2005-2006 | Nico Eeckhout ( Chocolade Jacques-Topsport Vlaanderen)            | Acqua & Sapone-Caffè Mokambo | Itália ·            | (não entregue)             |
| 2006-2007 | Alessandro Bertolini ( Serramenti PVC Diquigiovanni-Selle Italia) | Rabobank                     | Itália ·            | Rússia ·                   |
| 2007-2008 | Enrico Gasparotto ( Barloworld)                                   | Acqua & Sapone-Caffè Mokambo | Itália ·            | Itália ·                   |
| 2008-2009 | Giovanni Visconti ( ISD)                                          | Agritubel                    | Itália ·            | Bélgica ·                  |
| 2009-2010 | Giovanni Visconti ( ISD)                                          | Vacansoleil                  | Itália ·            | Bélgica ·                  |
| 2010-2011 | Giovanni Visconti ( Farnese Vini-Neri Sottoli)                    | FDJ                          | Itália ·            | Itália ·                   |
| 2011-2012 | John Degenkolb ( Argos-Shimano)                                   | Saur-Sojasun                 | Itália ·            | Itália ·                   |
| 2012-2013 | Riccardo Zoidl ( Gourmetfein-Simplon)                             | Europcar                     | França ·            | Países Baixos ·            |
| 2013-2014 | Tom Van Asbroeck ( Topsport Vlaanderen-Baloise)                   | Topsport Vlaanderen-Baloise  | Itália ·            | Países Baixos ·            |
| 2015      | Nacer Bouhanni ( Cofidis)                                         | Topsport Vlaanderen-Baloise  | Itália ·            | Itália ·                   |
| 2016      | Baptiste Planckaert ( Wallonie-Bruxelles)                         | Wanty-Groupe Gobert          | Bélgica             | Itália                     |
| 2017      | Nacer Bouhanni ( Cofidis)                                         | Wanty-Groupe Gobert          | França              | França                     |
| 2018      | Hugo Hofstetter ( Cofidis)                                        | Wanty-Groupe Gobert          | Bélgica             | Países Baixos              |
| 2019      | Primož Roglič ( Jumbo-Visma)                                      | Total Direct Énergie         | Bélgica             | Bélgica                    |
| 2020      | Primož Roglič ( Jumbo-Visma)                                      | Alpecin-Fenix                | França              | Eslovênia                  |
| 2021      | Tadej Pogačar ( UAE Team Emirates)                                | Alpecin-Fenix                | Bélgica             | Bélgica                    |
| 2022      | Tadej Pogačar ( UAE Team Emirates)                                | Alpecin-Fenix                | Bélgica             | Bélgica                    |
| 2023      | Tadej Pogačar ( UAE Team Emirates)                                | Lotto Dstny                  | Bélgica             | Bélgica                    |
| 2024      |                                                                   |                              |                     |                            |

## UCI Oceania Tour

### Palmarés
Os seguintes ciclistas têm conseguido o maior número de pontos e são considerados campeões do UCI Oceania Tour.
| Edição    | Vencedor individual (equipa do Vencedor)                     | Vencedor por equipas                      | Vencedor por países | Vencedor por países sub-23 |
| --------- | ------------------------------------------------------------ | ----------------------------------------- | ------------------- | -------------------------- |
| 2005      | Robert McLachlan ( MG XPower Presented by BigPond)           | MG XPower Presented by BigPond            | Austrália ·         | (não entregue)             |
| 2005-2006 | Gordon McCauley ( Successfulliving.com presented by Parkpre) | Successfulliving.com presented by Parkpre | Austrália ·         | (não entregue)             |
| 2006-2007 | Robert McLachlan ( Drapac Porsche Development Program)       | Drapac Porsche Development Program        | Austrália ·         | Austrália ·                |
| 2007-2008 | Hayden Roulston (sem equipa profissional)                    | Southaustralia.com-AIS                    | Austrália ·         | Austrália ·                |
| 2008-2009 | Peter McDonald ( Drapac)                                     | Drapac                                    | Austrália ·         | Austrália ·                |
| 2009-2010 | Michael Matthews ( Jayco-Skins)                              | Jayco-Skins                               | Austrália ·         | Austrália ·                |
| 2010-2011 | Richard Lang ( Jayco-AIS)                                    | Jayco-AIS                                 | Austrália ·         | Austrália ·                |
| 2011-2012 | Paul Odlin ( Subway)                                         | Jayco-AIS                                 | Austrália ·         | Austrália ·                |
| 2012-2013 | Damien Howson (sem equipa profissional)                      | Huon Salmon-Genesys Wealth Advisers       | Austrália ·         | Austrália ·                |
| 2013-2014 | Robert Power (sem equipa profissional)                       | Avanti                                    | Austrália ·         | Austrália ·                |
| 2015      | Taylor Gunman ( Avanti)                                      | Avanti                                    | Nova Zelândia ·     | Austrália ·                |
| 2016      | Sean Lake ( Avanti IsoWhey Sports)                           | Avanti IsoWhey Sports                     | Austrália           | Austrália                  |
| 2017      | Lucas Hamilton ( Mitchelton Scott)                           | Mitchelton Scott                          | Austrália           | Austrália                  |
| 2018      | Chris Harper ( Bennelong SwissWellness)                      | Bennelong SwissWellness                   | Austrália           | Austrália                  |
| 2019      | Caleb Ewan ( Lotto Soudal)                                   | BridgeLane                                | Austrália           | Austrália                  |
| 2020      | Richie Porte Trek-Segafredo                                  | St George Continental                     | Austrália           | Austrália                  |
| 2021      | Richie Porte ( INEOS)                                        | Black Spoke                               | Austrália           | Nova Zelândia              |
| 2022      | Michael Matthews ( BikeExchange)                             | Black Spoke                               | Austrália           | Austrália                  |
| 2023      | Kaden Groves ( BikeExchange)                                 | Bolton Equities Black Spoke               | Austrália           | Nova Zelândia              |
| 2024      |                                                              |                                           |                     |                            |

## Equipas ProTeam
As equipas da categoria UCI ProTeam (antiga categoria Profissional Continental ou Pró Continental)', estão uma categoria por baixo das equipas de categoria UCI WorldTeam e portanto pertencem à segunda divisão do ciclismo profissional. Para sê-lo a UCI exige uma estrutura completamente profissional, com uns critérios comuns para todos eles, o que acarreta que em caso de um atraso prolongado nos pagamentos ou outros incumprimentos a equipa fique suspensa até se resolver os problemas sem ter que esperar à decisão da federação onde a equipa esteja registada. Costumam-no conformar uma vintena de equipas, dentre 16 e 25 corredores mais outros 3 possíveis "a prova" no final de temporada (a partir de 2013 até 30) os quais a maioria (os que cumprem os requisitos apropriados) combinam o calendário do maxímo nível com este calendário dos Circuitos Continentais UCI dando mais preferência ao primeiro.

## Equipas continentais
Estas equipas pertencem à última categoria do ciclismo profissional e dependem dos requisitos dos países onde estejam registados, de modo que podem ter estrutura profissional ou amador, devido a isso a cada ano há mais de 150 equipas nesta categoria com muitas diferenças entre uns e outros. Sendo habitualmente unicamente as federações da Espanha, Portugal, França e Itália as que exigem uma estrutura completamente profissional por isso a escassez de equipas nessa categoria nesses países já que para ter estrutura profissional preferem estar na categoria Profissional Continental sempre que por orçamento possam chegar ao mínimo de 16 corredores dessa categoria.
O requisito global mais importante para todos eles é que o número de corredores do país onde este esteja registado supere à de outros países por maioria simples. Também, para não favorecer as armadilhas nesse aspecto o número máximo de corredores está limitado, em princípio a 16 e cumprindo o requisito de que 4 estejam entre os 150 melhores de outras disciplinas ciclistas (chamados especialistas) ou que 2 sejam "à prova" no final da temporada, podendo chegar a 20. Devido aos mínimos requisitos o máximo de equipas por país nesta categoria situa-se em 15, ainda que na prática quando muito não costumam se superar os 10, sendo os Estados Unidos e a Bélgica os que mais se acercaram a dito limite com até 14 equipas. Também, a idade média dos seus ciclistas deve ser como máximo de 28 anos. Dado o carácter nacional destas equipas a federação do país onde este esteja registado pode impor normas complementares mais estritas.
Ainda que não tenha uma norma escrita as equipas desta categoria costumam basear o seu calendário em carreiras de categoria .2, por isso, ao igual que ocorre com ditas carreiras, apesar de pontuar para os Circuitos Continentais UCI se lhes costumam obviar ao mencionar as equipas profissionais, tendo uma consideração de semi-profissionais. Também podem participar em carreiras amador do seu país sempre que dita federação do país o permita (por exemplo em Espanha e Itália não podem devido à negativa da sua federação).
Com o decorrer das temporadas o número de equipas tem crescido substancialmente. De 114 equipas em 2005 chegou-se a 178 em 2015 sendo o continente europeu o que ano a ano regista mais equipas (ao redor de 100). Enquanto na Oceania e África registam-se menos de 10 equipas a cada ano, a América manteve-se estável em torno de 20 ou 25 equipas registadas. O grande salto deu-o a Ásia passando de 13 equipas em 2005 a 40 em 2015, principalmente graças a China e ao Japão que registam 10 equipas a cada país.

## Barómetro de pontuação
No período de 2005-2015, estas classificações podiam-se considerar fechadas já que não tinham acesso os corredores de equipas UCI Pro Team. Pelo contrário se tinham acesso corredores amadores (ainda que constava que estavam sem equipa); nas classificações por equipas também não tinham acesso nem as equipas Pro Teams nem os amadores. Em 2016, a União ciclista Internacional, modificou o regulamento permitindo que as equipas Pro Teams e seus corredores tivessem acesso tanto à classificação por equipas como à individual.
Entre as normas específicas destaca que se um corredor, em meados de temporada, ascende a categoria UCI World Tour desaparece das classificações deste ranking, isto é, sua pontuação não se tem em conta em nenhuma das classificações, similar ocorre se os ciclistas estão envolvidos em casos de dopagem que são retirados da classificação deixando a vaga do seu posto ainda que se tem obtido pontos para a sua equipa ou país esses se se mantêm. Relacionado com isso e como o regulamento era algo mais aberta na primeira temporada destes circuitos (2005) se "colarão" equipas e corredores UCI Pro Team nelas como estes fixarão como stagiaire (à prova) a corredores sub-23 com pontuação e estes não desapareceram das classificações se adjudicando também a pontuação nos rankings por equipas na sua nova equipa Pro Team, este aspecto mal teve incidência nas classificações; a partir de 2006 nesse caso o corredor seguiu pontuando para a sua ex equipa.
A diferença do baremo de pontuação do UCI World Ranking é que se um corredor consegue pontos correndo com um combinado nacional ou misto, esses pontos são tidos em conta para todas as classificações. Se um corredor muda de equipa dentro destes circuitos (categoria Profissional Continental ou Continental) os pontos por equipas passam para a nova equipa, tirando-os à anterior, e por isso pode haver mudanças bruscas na pontuação de algumas equipas.
Também, se o corredor se requalifica amador ou está sem uma única equipa pontua na classificação individual sem que a pontuação vá em princípio a nenhuma equipa ainda que se ter-se-ia em conta para as classificações por países. Pelo contrário se finalmente este corredor ficha por uma equipa profissional na temporada seguinte esses pontos obtidos na temporada anterior adjudicam-se à sua nova equipa no ranking da temporada passada. Por isso pode ter casos excepcionais de um corredor que não tenha corrido para nenhuma equipa numa temporada mas apareçam com eles na classificação.
Por último, em caso de empate a pontos o que mais 1.º ou 2.º ou 3.º... postos tenha em carreiras de maior categoria será o que esteja por diante. Os pontos repartem-se da seguinte maneira:
| Classificação | Cat. 1 | Cat. 2 | Cat. 3 | Cat. 4 | Cat. 5 | Cat. 6 |
| ------------- | ------ | ------ | ------ | ------ | ------ | ------ |
| 1º            | 200    | 100    | 80     | 40     | 20     | 16     |
| 2º            | 170    | 70     | 56     | 30     | 14     | 11     |
| 3º            | 140    | 40     | 32     | 16     | 8      | 6      |
| 4º            | 130    | 30     | 24     | 12     | 7      | 5      |
| 5º            | 120    | 25     | 20     | 10     | 6      | 4      |
| 6º            | 110    | 20     | 16     | 8      | 5      | 2      |
| 7º            | 100    | 15     | 12     | 6      | 4      |        |
| 8º            | 90     | 10     | 8      | 3      | 2      |        |
| 9º            | 80     | 9      | 7      |        |        |        |
| 10º           | 70     | 8      | 6      |        |        |        |
| 11º           | 60     | 7      | 5      |        |        |        |
| 12º           | 50     | 6      | 3      |        |        |        |
| 13º           | 40     | 5      |        |        |        |        |
| 14º           | 30     | 4      |        |        |        |        |
| 15º           | 20     | 3      |        |        |        |        |
| 16º           | 15     |        |        |        |        |        |
| 17º           | 10     |        |        |        |        |        |
| 18º           | 8      |        |        |        |        |        |
| 19º           | 5      |        |        |        |        |        |
| 20º           | 3      |        |        |        |        |        |

| Classificação | Cat. 2 | Cat. 3 | Cat. 4 |
| ------------- | ------ | ------ | ------ |
| 1º            | 20     | 16     | 8      |
| 2º            | 14     | 11     | 5      |
| 3º            | 8      | 6      | 2      |
| 4º            | 7      | 5      |        |
| 5º            | 6      | 4      |        |
| 6º            | 5      | 2      |        |
| 7º            | 4      |        |        |
| 8º            | 2      |        |        |

| Classificação | Cat. 2 | Cat. 3 | Cat. 4 |
| ------------- | ------ | ------ | ------ |
| 1º            | 10     | 8      | 4      |

Em 2016, depois da criação do UCI World Ranking que recuperava o antigo Ranking UCI, teve uma completa reestruturação nos baremos de pontuação outorgando mais quantidade de pontos chegando a obter pontuação os 60 primeiros corredores do Campeonato Olímpico em estrada e o Campeonato Mundial em estrada e os 40 primeiros das carreiras de categoria .HC. Os pontos repartem-se da seguinte maneira:

### Pontos às classificações finais
| Classificações finais em Campeonatos do Mundo e Jogos Olímpicos | Classificações finais em Campeonatos do Mundo e Jogos Olímpicos | Classificações finais em Campeonatos do Mundo e Jogos Olímpicos | Classificações finais em Campeonatos do Mundo e Jogos Olímpicos | Classificações finais em Campeonatos do Mundo e Jogos Olímpicos |
| --------------------------------------------------------------- | --------------------------------------------------------------- | --------------------------------------------------------------- | --------------------------------------------------------------- | --------------------------------------------------------------- |
|                                                                 | Campeonato Mundial e Jogos Olímpicos                            | Campeonato Mundial e Jogos Olímpicos                            | Campeonato Mundial                                              | Campeonato Mundial                                              |
| Pos.                                                            | Estrada Elite                                                   | Contrarrelógio Elite                                            | Estrada sub-23                                                  | contrarrelógio Sub-23                                           |
| 1º                                                              | 600                                                             | 350                                                             | 200                                                             | 125                                                             |
| 2º                                                              | 475                                                             | 250                                                             | 150                                                             | 85                                                              |
| 3º                                                              | 400                                                             | 200                                                             | 125                                                             | 70                                                              |
| 4º                                                              | 325                                                             | 150                                                             | 100                                                             | 60                                                              |
| 5º                                                              | 275                                                             | 125                                                             | 85                                                              | 50                                                              |
| 6º                                                              | 225                                                             | 100                                                             | 70                                                              | 40                                                              |
| 7º                                                              | 175                                                             | 85                                                              | 60                                                              | 35                                                              |
| 8º                                                              | 150                                                             | 70                                                              | 50                                                              | 30                                                              |
| 9º                                                              | 125                                                             | 60                                                              | 40                                                              | 25                                                              |
| 10º                                                             | 100                                                             | 50                                                              | 35                                                              | 20                                                              |
| 11º                                                             | 85                                                              | 40                                                              | 30                                                              | 15                                                              |
| 12º                                                             | 70                                                              | 30                                                              | 25                                                              | 10                                                              |
| 13º                                                             | 60                                                              | 25                                                              | 20                                                              | 5                                                               |
| 14º                                                             | 50                                                              | 20                                                              | 15                                                              | 5                                                               |
| 15º                                                             | 40                                                              | 15                                                              | 10                                                              | 5                                                               |
| 16º                                                             | 35                                                              | 10                                                              | 5                                                               | 3                                                               |
| 17º                                                             | 30                                                              | 5                                                               | 5                                                               | 3                                                               |
| 18º                                                             | 30                                                              | 5                                                               | 5                                                               | 3                                                               |
| 19º                                                             | 30                                                              | 5                                                               | 5                                                               | 3                                                               |
| 20º                                                             | 30                                                              | 5                                                               | 5                                                               | 3                                                               |
| 21º                                                             | 30                                                              |                                                                 | 5                                                               |                                                                 |
| 22º                                                             | 20                                                              |                                                                 | 5                                                               |                                                                 |
| 23º                                                             | 20                                                              |                                                                 | 5                                                               |                                                                 |
| 24º                                                             | 20                                                              |                                                                 | 5                                                               |                                                                 |
| 25º                                                             | 20                                                              |                                                                 | 5                                                               |                                                                 |
| 26º                                                             | 20                                                              |                                                                 | 5                                                               |                                                                 |
| 27º                                                             | 20                                                              |                                                                 | 5                                                               |                                                                 |
| 28º                                                             | 20                                                              |                                                                 | 5                                                               |                                                                 |
| 29º                                                             | 20                                                              |                                                                 | 5                                                               |                                                                 |
| 30º                                                             | 20                                                              |                                                                 | 5                                                               |                                                                 |
| 31º                                                             | 20                                                              |                                                                 | 3                                                               |                                                                 |
| 32º                                                             | 10                                                              |                                                                 | 3                                                               |                                                                 |
| 33º                                                             | 10                                                              |                                                                 | 3                                                               |                                                                 |
| 34º                                                             | 10                                                              |                                                                 | 3                                                               |                                                                 |
| 35º                                                             | 10                                                              |                                                                 | 3                                                               |                                                                 |
| 36º                                                             | 10                                                              |                                                                 | 3                                                               |                                                                 |
| 37º                                                             | 10                                                              |                                                                 | 3                                                               |                                                                 |
| 38º                                                             | 10                                                              |                                                                 | 3                                                               |                                                                 |
| 39º                                                             | 10                                                              |                                                                 | 3                                                               |                                                                 |
| 40º                                                             | 10                                                              |                                                                 | 3                                                               |                                                                 |
| 41º                                                             | 10                                                              |                                                                 |                                                                 |                                                                 |
| 42º                                                             | 10                                                              |                                                                 |                                                                 |                                                                 |
| 43º                                                             | 10                                                              |                                                                 |                                                                 |                                                                 |
| 44º                                                             | 10                                                              |                                                                 |                                                                 |                                                                 |
| 45º                                                             | 10                                                              |                                                                 |                                                                 |                                                                 |
| 46º                                                             | 10                                                              |                                                                 |                                                                 |                                                                 |
| 47º                                                             | 10                                                              |                                                                 |                                                                 |                                                                 |
| 48º                                                             | 10                                                              |                                                                 |                                                                 |                                                                 |
| 49º                                                             | 10                                                              |                                                                 |                                                                 |                                                                 |
| 50º                                                             | 10                                                              |                                                                 |                                                                 |                                                                 |
| 51º                                                             | 5                                                               |                                                                 |                                                                 |                                                                 |
| 52º                                                             | 5                                                               |                                                                 |                                                                 |                                                                 |
| 53º                                                             | 5                                                               |                                                                 |                                                                 |                                                                 |
| 54º                                                             | 5                                                               |                                                                 |                                                                 |                                                                 |
| 55º                                                             | 5                                                               |                                                                 |                                                                 |                                                                 |
| 56º                                                             | 3                                                               |                                                                 |                                                                 |                                                                 |
| 57º                                                             | 3                                                               |                                                                 |                                                                 |                                                                 |
| 58º                                                             | 3                                                               |                                                                 |                                                                 |                                                                 |
| 59º                                                             | 3                                                               |                                                                 |                                                                 |                                                                 |
| 60º                                                             | 3                                                               |                                                                 |                                                                 |                                                                 |

| Classificações finais Circuitos Continentais | Classificações finais Circuitos Continentais | Classificações finais Circuitos Continentais | Classificações finais Circuitos Continentais | Classificações finais Circuitos Continentais | Classificações finais Circuitos Continentais | Classificações finais Circuitos Continentais |
| Pos.                                         | 1.hc 2.hc                                    | 1.1 2.1                                      | 1.2 2.2                                      | 1.2Ou 2.2Ou                                  | Ncup                                         | Ncup Tour de l'Avenir                        |
| -------------------------------------------- | -------------------------------------------- | -------------------------------------------- | -------------------------------------------- | -------------------------------------------- | -------------------------------------------- | -------------------------------------------- |
| 1º                                           | 200                                          | 125                                          | 40                                           | 30                                           | 70                                           | 140                                          |
| 2º                                           | 150                                          | 85                                           | 30                                           | 25                                           | 55                                           | 110                                          |
| 3º                                           | 125                                          | 70                                           | 25                                           | 20                                           | 40                                           | 80                                           |
| 4º                                           | 100                                          | 60                                           | 20                                           | 15                                           | 30                                           | 60                                           |
| 5º                                           | 85                                           | 50                                           | 15                                           | 10                                           | 25                                           | 50                                           |
| 6º                                           | 70                                           | 40                                           | 10                                           | 5                                            | 20                                           | 40                                           |
| 7º                                           | 60                                           | 35                                           | 5                                            | 3                                            | 15                                           | 30                                           |
| 8º                                           | 50                                           | 30                                           | 3                                            | 1                                            | 10                                           | 20                                           |
| 9º                                           | 40                                           | 25                                           | 3                                            | 1                                            | 5                                            | 10                                           |
| 10º                                          | 35                                           | 20                                           | 3                                            | 1                                            | 3                                            | 6                                            |
| 11º                                          | 30                                           | 15                                           |                                              |                                              |                                              | 3                                            |
| 12º                                          | 25                                           | 10                                           |                                              |                                              |                                              | 3                                            |
| 13º                                          | 20                                           | 5                                            |                                              |                                              |                                              | 3                                            |
| 14º                                          | 15                                           | 5                                            |                                              |                                              |                                              | 3                                            |
| 15º                                          | 10                                           | 5                                            |                                              |                                              |                                              | 3                                            |
| 16º                                          | 5                                            | 3                                            |                                              |                                              |                                              | 1                                            |
| 17º                                          | 5                                            | 3                                            |                                              |                                              |                                              | 1                                            |
| 18º                                          | 5                                            | 3                                            |                                              |                                              |                                              | 1                                            |
| 19º                                          | 5                                            | 3                                            |                                              |                                              |                                              | 1                                            |
| 20º                                          | 5                                            | 3                                            |                                              |                                              |                                              | 1                                            |
| 21º                                          | 5                                            | 3                                            |                                              |                                              |                                              |                                              |
| 22º                                          | 5                                            | 3                                            |                                              |                                              |                                              |                                              |
| 23º                                          | 5                                            | 3                                            |                                              |                                              |                                              |                                              |
| 24º                                          | 5                                            | 3                                            |                                              |                                              |                                              |                                              |
| 25º                                          | 5                                            | 3                                            |                                              |                                              |                                              |                                              |
| 26º                                          | 5                                            |                                              |                                              |                                              |                                              |                                              |
| 27º                                          | 5                                            |                                              |                                              |                                              |                                              |                                              |
| 28º                                          | 5                                            |                                              |                                              |                                              |                                              |                                              |
| 29º                                          | 5                                            |                                              |                                              |                                              |                                              |                                              |
| 30º                                          | 5                                            |                                              |                                              |                                              |                                              |                                              |
| 31º                                          | 3                                            |                                              |                                              |                                              |                                              |                                              |
| 32º                                          | 3                                            |                                              |                                              |                                              |                                              |                                              |
| 33º                                          | 3                                            |                                              |                                              |                                              |                                              |                                              |
| 34º                                          | 3                                            |                                              |                                              |                                              |                                              |                                              |
| 35º                                          | 3                                            |                                              |                                              |                                              |                                              |                                              |
| 36º                                          | 3                                            |                                              |                                              |                                              |                                              |                                              |
| 37º                                          | 3                                            |                                              |                                              |                                              |                                              |                                              |
| 38º                                          | 3                                            |                                              |                                              |                                              |                                              |                                              |
| 39º                                          | 3                                            |                                              |                                              |                                              |                                              |                                              |
| 40º                                          | 3                                            |                                              |                                              |                                              |                                              |                                              |

### Pontos por etapa
Nas carreiras de várias etapas, outorgam-se pontos aos 3 primeiros (excepto as carreiras sub-23 que não pertencem à Copa das Nações) na cada uma delas. Outorga-se também a mesma pontuação aos prólogos e meia etapa.
| Pos. | 2.hc | 2.1 | 2.2 | 2.2Ou | 2.ncup | Ncup Tour de l'Avenir |
| ---- | ---- | --- | --- | ----- | ------ | --------------------- |
| 1º   | 20   | 14  | 7   | 5     | 12     | 15                    |
| 2º   | 10   | 5   | 3   | 1     | 8      | 9                     |
| 3º   | 5    | 3   | 1   |       | 4      | 5                     |

### Pontos ao líder
Na cada etapa outorgam-se pontos ao líder da classificação geral.
| Pos. | 2.hc | 2.1 | 2.2 | 2.2Ou | 2.ncup | Ncup Tour de l'Avenir |
| ---- | ---- | --- | --- | ----- | ------ | --------------------- |
| 1º   | 5    | 3   | 1   | 1     | 1      | 2                     |

### Campeonatos continentais, nacionais e jogos continentais
As carreiras em estrada e contrarrelógio de campeonatos continentais, tanto elite como sub-23 pontuam para as classificações. Os Jogos continentais também podem puntuar, mas é a UCI quem determina anualmente qual Jogo continental que recebe pontos.
Os Campeonatos nacionais de estrada e contrarrelógio estão divididos em duas categorias. Os Campeonatos "A" correspondem a todos os países que tenham conseguido classificar ao menos a um ciclista para a carreira em estrada do campeonato do mundo anterior. Os Campeonatos nacionais "B", correspondem àqueles países que não entraram na categoria A.
|      | Campeonatos Nacionais | Campeonatos Nacionais | Campeonatos Nacionais | Campeonatos Nacionais | Campeonatos Continentais Jogos Continentais | Campeonatos Continentais Jogos Continentais | Campeonatos Continentais | Campeonatos Continentais |
| Pos. | Estrada "A"           | Estrada "B"           | Contrarrelógio "A"    | Contrarrelógio "B"    | Estrada Elite                               | Contrarrelógio Elite                        | Estrada sub-23           | Contrarrelógio sub-23    |
| 1º   | 70                    | 30                    | 30                    | 15                    | 250                                         | 70                                          | 70                       | 25                       |
| 2º   | 55                    | 25                    | 25                    | 10                    | 200                                         | 55                                          | 55                       | 20                       |
| 3º   | 40                    | 20                    | 20                    | 5                     | 150                                         | 40                                          | 40                       | 15                       |
| 4º   | 30                    | 15                    | 15                    | 3                     | 125                                         | 30                                          | 30                       | 10                       |
| 5º   | 25                    | 10                    | 10                    | 1                     | 100                                         | 25                                          | 25                       | 5                        |
| 6º   | 20                    | 5                     | 5                     |                       | 85                                          | 20                                          | 20                       | 3                        |
| 7º   | 15                    | 3                     | 3                     |                       | 70                                          | 15                                          | 15                       |                          |
| 8º   | 10                    | 1                     | 1                     |                       | 60                                          | 10                                          | 10                       |                          |
| 9º   | 5                     | 1                     | 1                     |                       | 50                                          | 5                                           | 5                        |                          |
| 10º  | 3                     | 1                     | 1                     |                       | 40                                          | 3                                           | 3                        |                          |
| 11º  |                       |                       |                       |                       | 30                                          |                                             |                          |                          |
| 12º  |                       |                       |                       |                       | 25                                          |                                             |                          |                          |
| 13º  |                       |                       |                       |                       | 20                                          |                                             |                          |                          |
| 14º  |                       |                       |                       |                       | 15                                          |                                             |                          |                          |
| 15º  |                       |                       |                       |                       | 10                                          |                                             |                          |                          |
| 16º  |                       |                       |                       |                       | 5                                           |                                             |                          |                          |
| 17º  |                       |                       |                       |                       | 5                                           |                                             |                          |                          |
| 18º  |                       |                       |                       |                       | 5                                           |                                             |                          |                          |
| 19º  |                       |                       |                       |                       | 3                                           |                                             |                          |                          |
| 20º  |                       |                       |                       |                       | 3                                           |                                             |                          |                          |